# Campionati del mondo di mountain bike 2012 - Four-cross femminile
Il Four-cross Donne dei Campionati del mondo di mountain bike 2012 si è svolto il 31 agosto 2012 a Leogang, in Austria. La gara è stata vinta dall'olandese Anneke Beerten.

## Classifica
| Pos. | Corridore         | Squadra     |
| ---- | ----------------- | ----------- |
| 1    | Anneke Beerten    | Paesi Bassi |
| 2    | Romana Labounková | Rep. Ceca   |
| 3    | Céline Gros       | Francia     |
| 4    | Anita Molcik      | Austria     |
| 5    | Lucia Oetjen      | Svizzera    |
| 6    | Melissa Buhl      | Stati Uniti |
| 7    | Steffi Marth      | Germania    |